# Боксхолм
Боксхолм (на шведски: Boxholm) е град в югоизточна Швеция, лен Йостерйотланд. Главен административен център на едноименната община Боксхолм. Разположен е около река Свартон. Намира се на около 200 km на югозапад от столицата Стокхолм и на около 52 km на югозапад от Линшьопинг. Има жп гара. Населението на града е 3194 жители според данни от преброяването през 2010 г.